# Rhinolekos schaeferi
Rhinolekos schaeferi är en fiskart som beskrevs av Martins och Francisco Langeani 2011. Rhinolekos schaeferi ingår i släktet Rhinolekos och familjen Loricariidae. Inga underarter finns listade i Catalogue of Life.